# Klára Kristalová

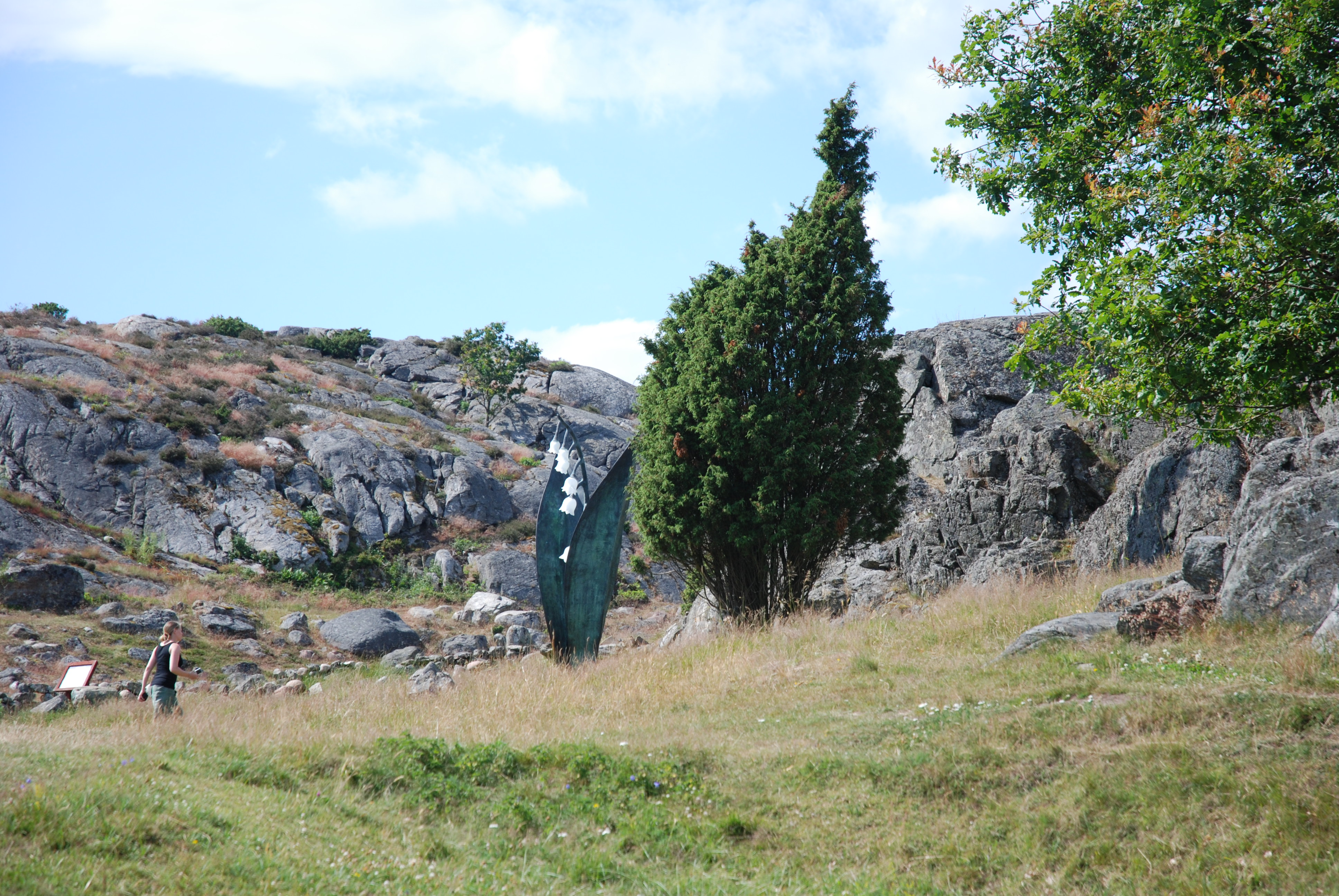
Konvalinka, plastika z bronzu a skla, Pilane

Klára Kristalová (* 15. srpna 1967 Praha, Československo) je švédská sochařka a malířka českého původu.

## Životopis
Klára Kristalová se narodila v Praze, ale po vojenském zásahu armád Varšavské smlouvy v roce 1968 emigrovala s rodiči, umělci Helenou Křišťálovou a Eugenem Krajčíkem, z Československa do Švédska. V letech 1988–1994 vystudovala malířství na Vysoké škole výtvarných umění na Královské univerzitě (Kungliga Konsthögskolan) ve Stockholmu. V současné době žije a pracuje ve Švédsku v obci Länna u města Norrtälje, severně od Stockholmu. V roce 2012 se stala členkou Švédské akademie výtvarných umění ve Stockholmu, obecně známé jako královská akademie (Konstakademien). Akademie usiluje o podporu umění ve Švédsku.

## Dílo

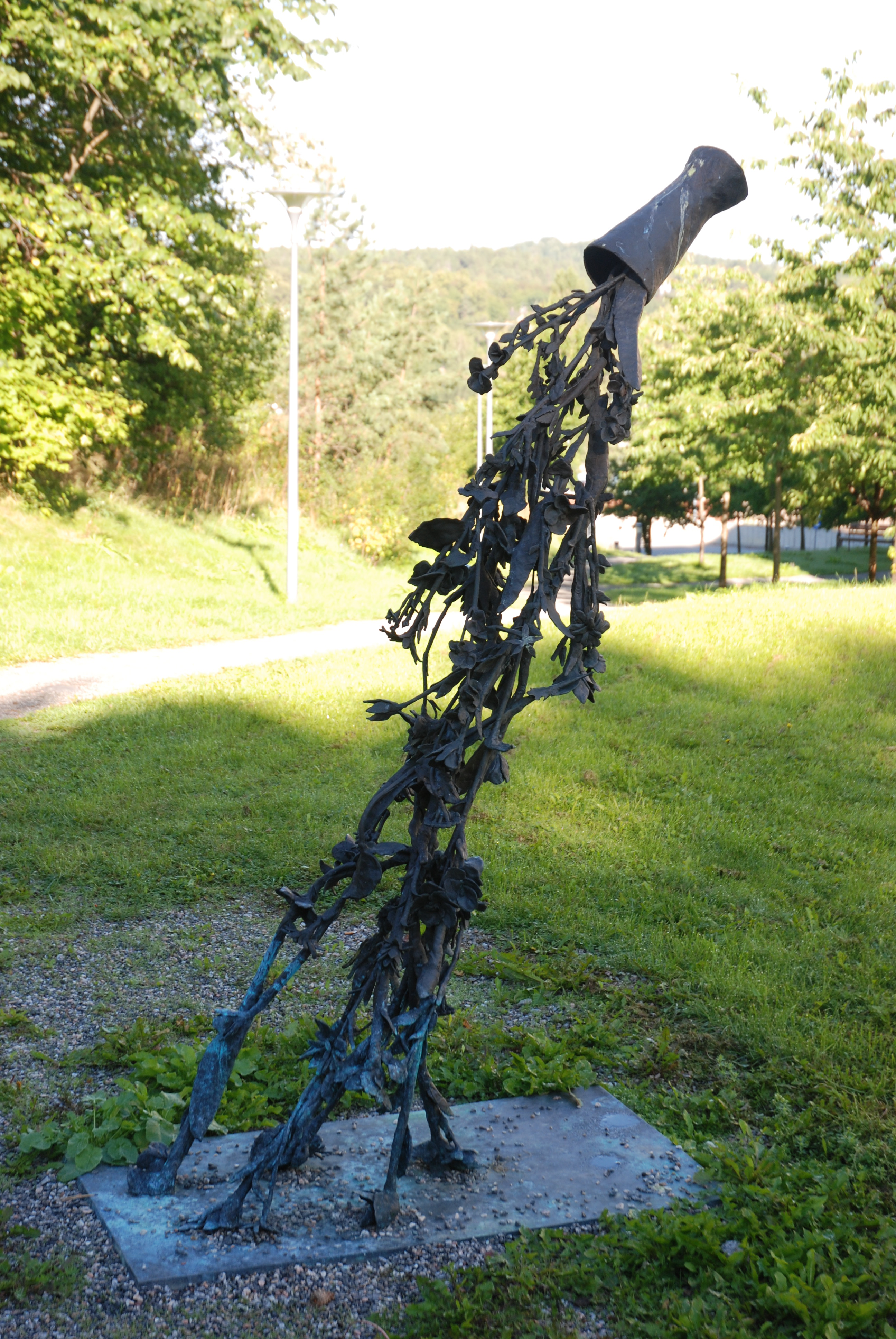
Pád, univerzitní kampus AlbaNova, Stockholm

Klára Kristalová, přestože vystudovala malířství, se věnuje sochařství. Vedle jiných materiálů pracuje s pálenou a glazovanou keramickou hlínou a porcelánem. Proslavila se zejména keramickými plastikami s barevným glazovaným povrchem. Plastiky převážně vypovídají o traumatech dospívajícího jedince, těžce nesoucího tlak společnosti. V jejím díle se rovněž odrážejí tradiční mýty, pohádky a další literární prameny, jejichž autory, kterými se při své práci inspiruje, jsou například Hans Christian Andersen, Selma Lagerlöf a Oscar Wilde. Její postavy jsou převážně dívky, které přecházejí do flóry, fauny a dalších přírodních prvků.

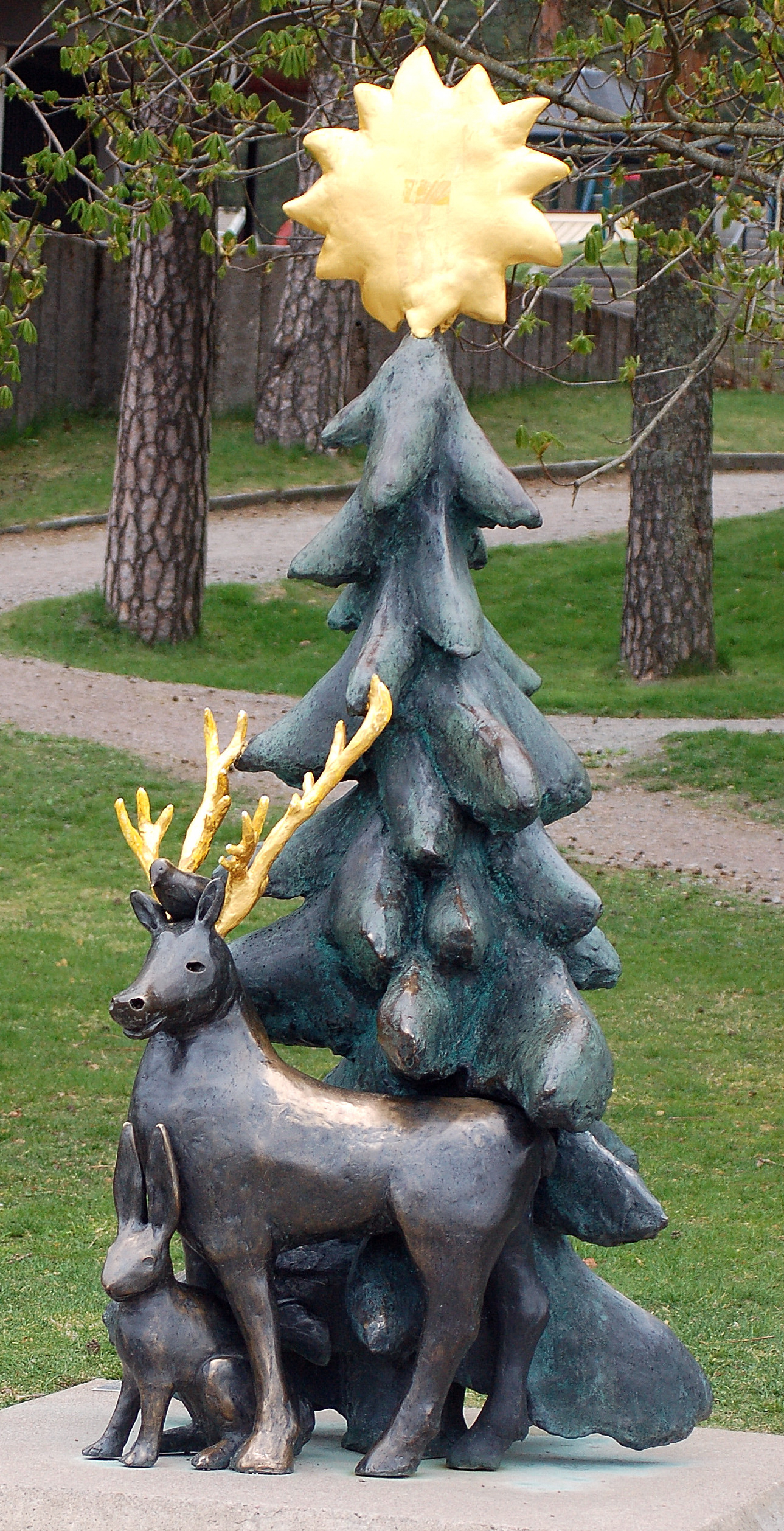
Pod sluncem, patinovaný bronz, Karlstad

Podle kritika umění Anderse Olofssona „Klára Kristalová je vyprávěčkou, která využívá plastičnost sochařství k budování mikrosvětů, kde se něco stalo nebo se stalo něco zvláštního“.

## Výstavy
Na mezinárodním fóru vystoupila Klára Kristalová jak na sólových, tak i na skupinových výstavách v Londýně, Paříži, Miami, New Yorku, Tokiu, Amsterdamu, Santa Fe a Santa Barbaře.
Díla Kláry Kristalové jsou součástí např. FNAC – Fonds National d’Art Contemporain v Paříži či Národního muzea (Nationalmuseum) ve Stockholmu nebo Muzea moderního umění ve Stockholmu (Moderna Museet), dále je zastoupena v Muzeu umění v Göteborgu (Göteborgs konstmuseum).
Její díla jsou v řadě dalších veřejných i privátních sbírkách ve Švédsku i v zahraničí.
Samostatnou výstavu jí připravila například galerie současného umění Bonniers Konsthall ve Stockholmu (2012) či San Francisco Museum of Modern Art (2011).
Byla představena na mnoha společných projektech, mezi jinými na výstavě Le Sang d’un poète ve francouzském Nantes (2009) či Ceramix v Bonnefantenmuseum v nizozemském Maastrichtu (2015).
V roce 2015 dále prezentovala své dílo společně s českou malířkou Veronikou Holcovou a chilskou autorkou žijící v Berlíně Sandrou Vásquez de la Horra v Galerii hlavního města Prahy na výstavě Pandora’s Vox (Pandořin hlas).

## Umělecká díla umístěná ve veřejném prostoru ve Švédsku
- Pád, bronzová socha v univerzitním kampusu AlbaNova ve Stockholmu, 2001
- Sousoší v kampusu u Univerzity středního Švédska v Östersundu, 2004
- Sousoší na hlavním náměstí ve Falkenbergu, 2005
- Pod sluncem, patinovaný bronz, Marieberský park v Karlstadu, 2006
- Labyrint se zajícem a liškou, školka v Spjutsbygds u Rödeby, oblast Karlskrona, 2008
- Postavy na lakovaném ocelovém plechu, hlavní vstup do Východní nemocnice v Göteborgu, 2010
- Během dne a noci, keramické sochy, hlavní vstup do Východní nemocnice v Göteborgu, 2010
- Květiny, bronzová socha, zahradní park v Tungelstě, oblast Haninge, Stockholm 2011
- Konvalinka, plastika z bronzu a skla v Pilane, v létě 2011 vystavena na ostrově Tjörn, od září 2011 umístěna na Velkém náměstí ve Falkenbergu